# Ngọc lam
Ngọc lam là một khoáng chất phosphat ngậm nước của nhôm và đồng, có công thức hóa học là CuAl6(PO4)4(OH)8.5H2O, có màu từ xanh nước biển ngả sang xanh lá cây, không trong suốt. Ngọc lam hiếm, có giá trị nếu tinh khiết và được ưa chuộng dùng làm trang sức và trang trí từ hàng ngàn năm nay vì màu sắc độc đáo của nó. Trong thời gian gần đây do xuất hiện các loại ngọc lam giả hay được sản xuất nhân tạo trên thị trường, rất khó phân biệt ngay cả đối với giới chuyên môn, nên ngọc lam, cũng giống như các loại đá quý không trong suốt khác, không còn được ưa chuộng nhiều nữa.
Ngọc lam xuất phát từ pierre turquoise trong tiếng Pháp có nghĩa là "đá Thổ", được coi như là một sự hiểu lầm vì ngọc lam không có trong tự nhiên ở Thổ Nhĩ Kỳ mà chỉ được buôn bán ở đó và loại đá quý vì thế được liên đới đến đất nước này.

## Tính chất
Ngay cả những ngọc lam tinh khiết nhất cũng tương đối dễ vỡ, chỉ đạt độ cứng tối đa chưa đến 6 trong thang độ cứng Mohs, kém hơn thủy tinh dùng làm kính cửa một ít. Đặc trưng cho các khoáng chất có tinh thể kín (cryptocrystalline), ngọc lam hầu như không bao giờ tạo thành tinh thể đơn lẻ và tất cả các tính chất của ngọc lam đều biến đổi. Thông qua nhiễu xạ tia X, hệ thống tinh thể của ngọc lam được chứng minh là thuộc về tinh thể tam tà (triclinic). Đi cùng với độ cứng kém là tỷ trọng riêng thấp (từ 2,60 đến 2,90) và độ xốp cao. Các tính chất này phụ thuộc vào kích cỡ của hạt. Ngọc lam có độ bóng trong khoảng của sáp nến đến khoảng dưới độ bóng của thủy tinh, thường mờ đục nhưng có thể cho ánh sáng xuyên qua ở chỗ mỏng. Màu cũng biến đổi như các tính chất khác của khoáng chất này, từ trắng qua xanh lơ cho đến xanh da trời và từ xanh lá cây có sắc xanh nước biển sang xanh lá cây vàng. Màu xanh (nước biển) là do đồng mang lại trong khi màu xanh lá cây có thể là kết quả của tạp chất sắt (thay thế nhôm) hay bị khử nước.
Chỉ số khúc xạ (đo bằng tia sáng natri có bước sóng 589,3 nm) của ngọc lam vào khoảng 1,61 cho đến 1,62, chỉ là giá trị trung bình đo trên máy đo khúc xạ đá quý vì tính chất đa tinh thể của ngọc lam. Nếu đo các tinh thể đơn hiếm có, chỉ số khúc xạ đạt vào khoảng 1,61-1,65. Quang phổ hấp thụ đo bằng kính quang phổ cầm tay cho thấy một đường ở 432 nm và một dải băng tần yếu ở 460 nm (được nhìn thây tốt nhất với ánh sáng phản xạ mạnh). Dưới các tia cực tím có bước sóng dài ngọc lam thỉnh thoảng phát huỳnh quang màu xanh (lá cây), vàng hay xanh sáng, ngọc lam có tính trơ dưới tia cực tím sóng ngắn hay tia X.

## Các mỏ ngọc lam
Ngọc lam là một trong những loại ngọc được khai thác sớm nhất, nhiều mỏ đã cạn kiệt, một số vẫn hoạt động cho đến ngày nay. Đấy là những mỏ nhỏ, thường chỉ được khai thác theo mùa vì có phạm vi giới hạn và nằm ở nơi xa xôi. Đa số được khai thác thủ công, không được hoặc chỉ được cơ giới hóa ít. Tuy nhiên ngọc lam cũng thường là sản phẩm phụ khi khai thác các mỏ đồng lớn, đặc biệt là ở Mỹ.

### Iran
Vùng đất được gọi là Ba Tư 2000 năm nay là nguồn cung cấp ngọc lam quan trọng nhất. Ngọc lam được khai thác ở đây rất tinh khiết. Nguồn mỏ "màu hoàn mỹ" này nằm trên ngọn núi Ali-mersai cao 2.012 m, đầy những hấm mỏ đã được khai thác. Cùng với mỏ ở bán đảo Sinai, mỏ này là mỏ lâu đời nhất được biết đến.

### Sinai
Ít nhất là từ triều đại Ai Cập cổ đầu tiên (3.000 năm trước Công nguyên), có thể là trước đó nữa, ngọc lam đã được người Ai Cập sử dụng và khai thác ở bán đảo Sinai, được người Monitu gọi là "xứ sở ngọc lam". Có ít nhất là 6 mỏ ở vùng này, tất cả đều nằm ở bờ biển tây nam bán đảo, chiếm một diện tích vào khoảng 650 km². Nhìn từ phương diện lịch sử hai mỏ quan trọng nhất là Serabit et-Khadim và Wadi Maghareh, được xem là thuộc về những mỏ được biết đến lâu đời nhất. Mỏ đầu tiên nằm cách một đền cổ thờ thần Hathor khoảng 4 km.
Ngọc lam ở đây có trong sa thạch, được phủ bởi đá bazan. Ngày nay khai thác mỏ ngọc lam quy mô lớn không còn mang lại lợi tức nữa nhưng các mỏ thỉnh thoảng vẫn được khai thác bởi người Bedouin (người Ả Rập du cư) dùng thuốc súng tự tạo. Đặc trưng của ngọc lam Sinai là có màu xanh (lá cây) đậm hơn ngọc của Iran, được tin là bền và dễ bảo quản. Thường được gọi là ngọc lam Ai Cập, ngọc Sinai có đặc điểm là tương đối trong nhất, cấu trúc mặt ngoài nhìn dưới kính phóng đại có những đĩa màu xanh nước biển đậm không nhìn thấy ở các ngọc nơi khác.

### Mỹ

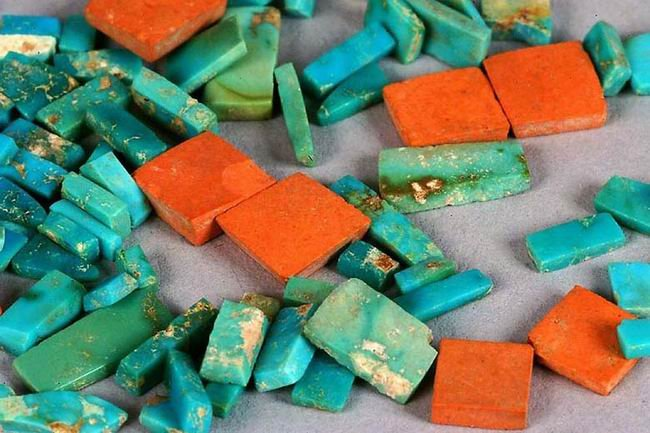
Ngọc lam thô lẫn acgilit từ Hẻm núi Chaco

Miền Tây Nam nước Mỹ là nơi có nhiều nguồn ngọc lam đáng kể, Arizona, California (ở các quận San Bernardio, Imperial và Inyo), Colorado (ở các quận Conejos, El Paso, Lake và Saguache), New Mexico (ở các quận Eddy, Grant, Otero và Santa Fee) và Nevada là những nơi giàu (hay đã từng giàu có) về khoáng sản này. Các mỏ của California và New Mexico đã được người bản xứ khai thác dùng công cụ bằng đá. Cerrillos ở New Mexico được xem như là nơi có mỏ lâu đời nhất. Trước thập niên 1920 tiểu bang này là nơi sản xuất ngọc lớn nhất của nước Mỹ, nay đã gần như cạn kiệt. Ngày nay chỉ còn một mỏ ở California, nằm trong vùng Apache Canyon, là còn được khai thác có tính chất thương mại.
Ngọc lam có trong các mạch đá hay ở giữa các vỉa quặng hoặc được tạo thành cục ngọc tự nhiên. Mặc dù ngọc khai thác thỉnh thoảng có chất lượng cao, có thể cạnh tranh với ngọc từ Iran, phần lớn ngọc lam ở Mỹ chỉ đạt chất lượng thấp (ngọc lam phấn), hàm lượng tạp chất sắt cao tạo cho ngọc thường có màu xanh (lá cây) và vàng, dễ vụn không dùng làm nữ trang được nếu không qua xử lý. Arizona hiện là nơi sản xuất ngọc lam quan trọng nhất tính theo trị giá, đa số là sản phẩm phụ khi khai thác mỏ đồng. Ngoài ra Nevada cũng là nơi sản xuất chính với khoảng 75 đến 100 mỏ được khai thác trong lịch sử. Ngọc lam Nevada có tiếng vì thường có các đường vân nâu hay đen rất đẹp, tạo thành cái gọi là "ma trận lưới nhện".
Vào năm 1912, mỏ ngọc lam tinh thể đơn được tìm thấy đầu tiên ở Lynch Station, quận Cambell, Virginia. Các tinh thể này rất nhỏ, tinh thể 1 mm đã được coi là to. Cho đến thập niên 1980 người ta vẫn nghĩ rằng Virginia là nơi duy nhất có ngọc dưới dạng tinh thể rời, ngày nay ít nhất là có đến 27 nơi khác. Loại ngọc này rất được các người sưu tầm ưa thích.
Nhằm tăng lợi tức và đáp ứng nhu cầu, phần lớn ngọc lam Mỹ đều được xử lý hay cải biến ở một chừng mực nhất định. Việc xử lý này bao gồm đánh bóng và các phương pháp đang bị tranh cãi khác như nhuộm hay thấm đẫm với nhựa epoxy hay chất dẻo.

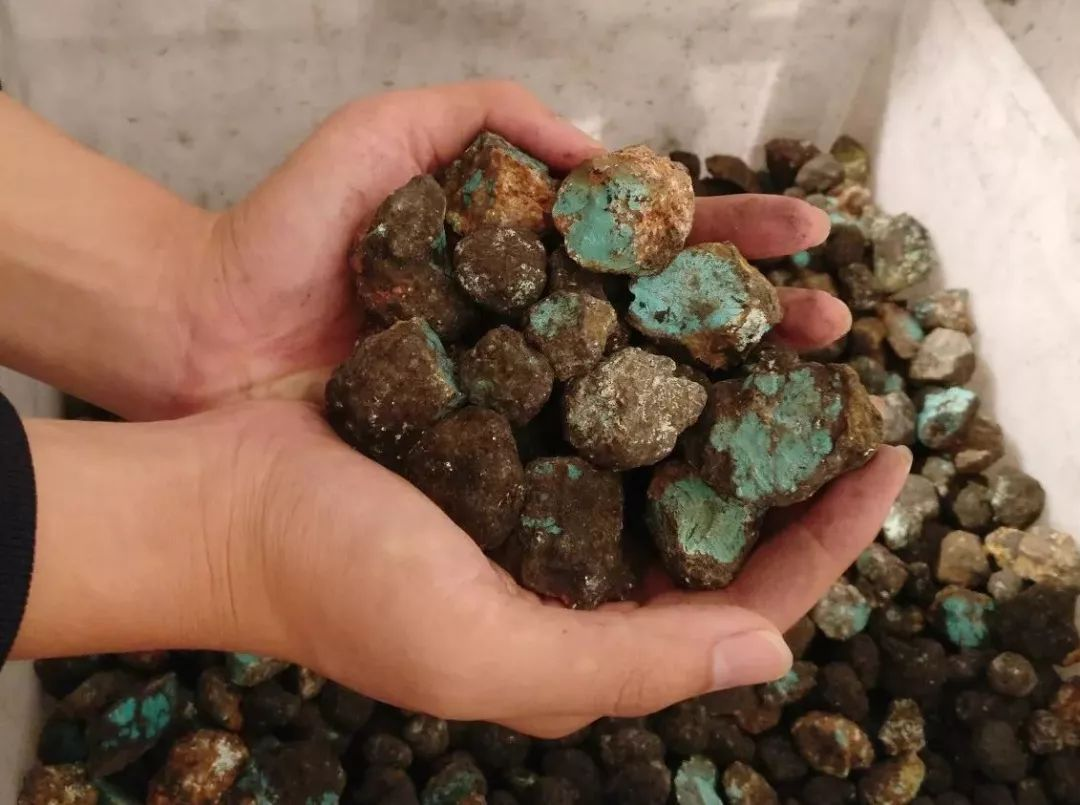
Ngọc lam thô được khai thác ở tỉnh Hồ Bắc, Trung Quốc

### Trung Quốc
Trung Quốc là một trong những nguồn chính của ngọc lam. Ngọc lam được khai thác ở Trúc Sơn, Vân Tây ở Hồ Bắc, Mã An Sơn ở An Huy , Bạch Hà ở Thiểm Tây ,Tích Xuyên ở Hà Nam, Kumul ở Tân Cương, Ulan ở Thanh Hải và những nơi khác. Trong số đó , ngọc lam chất lượng cao ở Vân Dương, Trúc Sơn và Vân Tây ở tỉnh Hồ Bắc là nổi tiếng thế giới về cả sản lượng lẫn chất lượng. Ngày nay, phần lớn ngọc lam chất lượng hàng đầu đều có xuất xứ các ở khu vực này.
Ngọc lam cũng được tìm thấy ở Giang Tô, Vân Nam và những nơi khác.

## Lịch sử
Màu xanh nhạt của nó đã làm cho ngọc lam được ưa chuộng ngay từ trong các nền văn hóa thời Thượng cổ. Ngọc lam đã là trang sức cho các đấng trị vì Ai Cập cổ đại, của người Aztec, người Ba Tư, người vùng Lưỡng Hà, vùng đồng bằng sông Ấn Độ và ở chừng mực nào đó cũng ở Trung Quốc thời xưa. Mặc dù là một trong các loại đá quý lâu đời nhất, có lẽ đến châu Âu (qua Thổ Nhĩ Kỳ) lần đầu tiên cùng với các sản phẩm mới khác qua Con đường tơ lụa, ngọc lam không trở thành một loại đá trang sức quan trọng ở phương Tây cho đến thế kỷ thứ 14, sau khi ảnh hưởng của nhà thờ giảm đi, cho phép dùng ngọc lam làm trang sức ngoài nhà thờ. Ở Ấn Độ người ta hình như cũng không biết đến ngọc lam cho đến thời đại Muhgal và ở Nhật mãi cho đến thế kỷ thứ 18. Nhiều nền văn minh này có cùng niềm tin là ngọc lam có tính chất phòng bệnh, ngọc lam sẽ thay đổi màu tùy theo sức khỏe của người đeo ngọc và giúp người ấy chống lại các điều không may.